# Cedomir Strbac
Cedomir Strbac, né le 18 août 1940 à Belgrade et mort le 22 février 2024 dans la même ville, est un juriste et historien, professeur d'université et ambassadeur de la Yougoslavie.

## Biographie
Il a obtenu son diplôme, terminé ses études de troisième cycle et obtenu son doctorat à la Faculté de droit de l'Université de Belgrade. Il passe le premier semestre 1969 à Paris en tant que doctorant et boursier du gouvernement français.
Travaillant pendant plus de vingt ans à Institut de l'histoire contemporaine (sr), à Institut de politique et d'économie internationales (en) et à Institut du mouvement ouvrier international (Directeur de l'Institut 1976-1987), il a participé à la réalisation d'un grand nombre de projets de recherche dans les domaines des relations internationales, de l'histoire contemporaine, du mouvement ouvrier et de l'histoire et théorie du socialisme.
Il a enseigné à l'université de Novi Sad et à l'université de Belgrade en tant que professeur titulaire, et pris part à de nombreux congrès et symposiums dans le pays et à l'étranger.
En tant qu'historien, il s'intéresse particulièrement à la période de rupture entre le Parti communiste yougoslave et le Kominform (1948), et publie l'un des premiers ouvrages consacrés à ce sujet: Jugoslavija i odnosi između socijalističkih zemalja: sukob KPJ i Informbiroa ("La Yougoslavie et les relations entre pays socialistes : le conflit entre le PCY et le Kominform").
Il est l'auteur de nombreuses études, publications, articles et essais dans des publications spécialisées, ainsi que dans les médias - journaux, radio et télévision.
En 1988, il intègre le ministère des Affaires étrangères de la Yougoslavie (en) en tant qu'ambassadeur. Il sera en poste au Gabon de 1989 à 1992 (également accrédité en Guinée équatoriale sur la base non résidentielle) et en Inde de 1997 à 2002 (également accrédité au Sri Lanka et aux Maldives sur la base non résidentielle). Entre 1992 et 1997, en tant qu'ambassadeur au ministère fédéral des Affaires étrangères (en), il dirige le bureau d'analyse, de planification et d'information diplomatique interne.
A l'issue de sa carrière diplomatique, il a publié deux livres retraçant les notes prises durant ses missions d'ambassadeur, Zapisi iz Indije 1997-2002 (Notes de l'Inde 1997-2002) en 2011 et Africki zapisi 1988-1992 (Notes africaines 1988-1992) en 2013.
Il a enseigne à l'Académie diplomatique du ministère des Affaires étrangères et au Forum pour la diplomatie et les relations internationales de la Faculté de droit de Belgrade. Il était conseiller spécial pour les relations internationales ECPD (Centre européen pour la paix et le développement, Université pour la paix des Nations unies).